# Stéphane de Siebenthal
Stéphane de Siebenthal (1986) è un ex sciatore alpino svizzero.

## Biografia
Attivo in gare FIS dal dicembre del 2001, in carriera de Siebenthal non esordì in Coppa Europa o Coppa del Mondo né prese parte a rassegne olimpiche o iridate, ma disputò due edizioni dei Mondiali juniores ottenendo come miglior piazzamento il 7º posto nel supergigante a Bardonecchia 2005. Si ritirò al termine della stagione 2004-2005 e la sua ultima gara fu uno slalom speciale FIS disputato a Sils im Engadin il 10 aprile, chiuso da de Siebenthal al 14º posto.

## Palmarès

### Campionati svizzeri
- 1 medaglia:
  - 1 oro (combinata[senza fonte] nel 2005)